# Giovanni Battista Ortolano

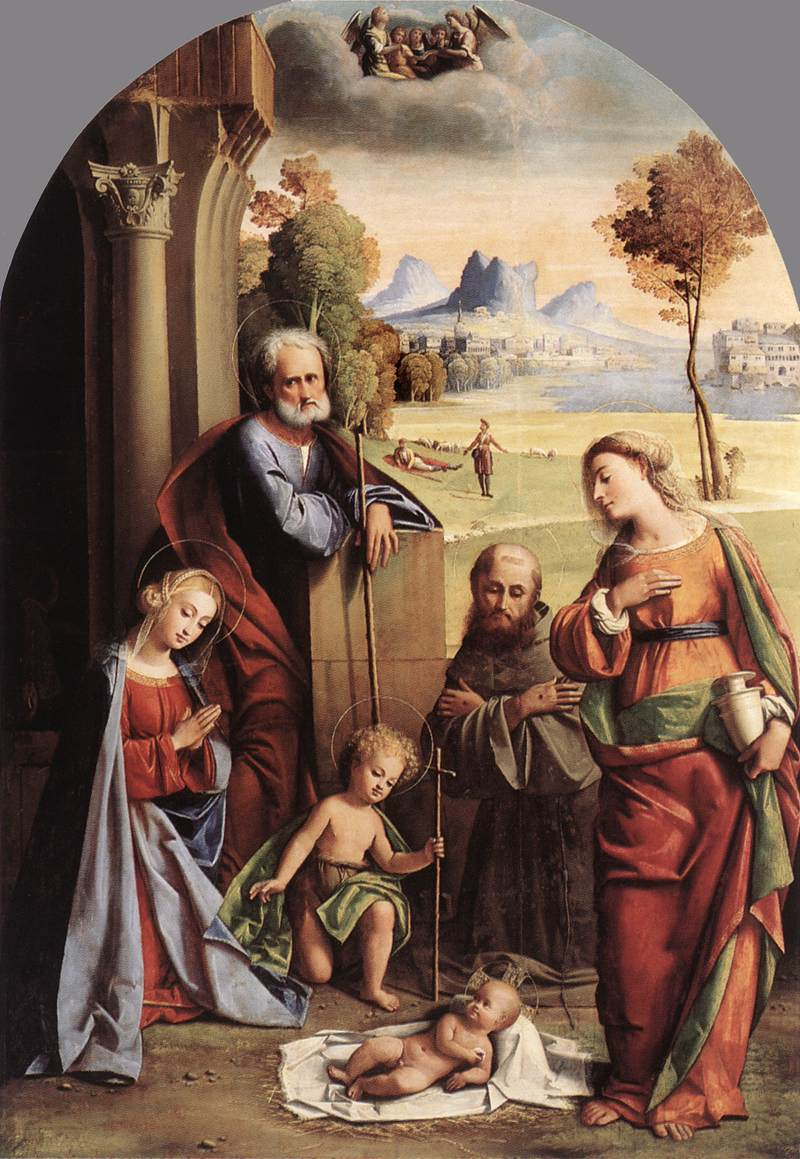
Natividad con santos, Galería Doria-Pamphili, Roma.

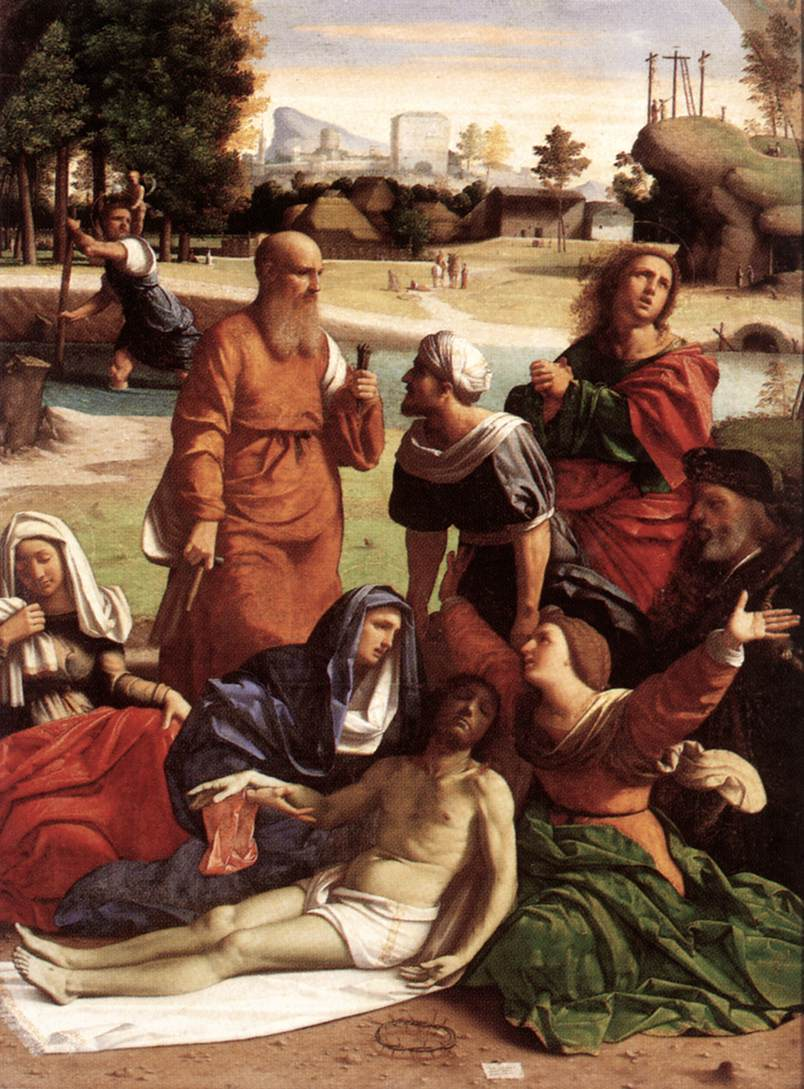
Pietà, Galería Borghese, Roma.

Giovanni Battista Benvenuti, llamado Ortolano, también conocido como Ortolano Ferrarese (Ferrara, c. 1485 - después 1527), fue un pintor italiano del Renacimiento. Su apodo deriva de la profesión de su padre, jardinero (en italiano, Ortolano).

## Biografía
Parece que comenzó su carrera en Ferrara hacia 1500. Su estilo inicial es fundamentalmente quatrocentista, cercano a maestros como Domenico Panetti o Michele di Luca dei Coltellini. Posteriormente se acercó al clasicismo de Boccaccio Boccaccino y Garofalo, que le dio a su pintura una gracia y elegancia que recuerdan a la obra de Perugino. A raíz de un probable viaje a Venecia junto a Garofalo, su paleta adquirió una mayor riqueza y un estilo más naturalista. Su toma de contacto con Fra Bartolomeo fue decisiva para decantar su estilo definitivamente. Su obra conseguirá un sobrio realismo y profundidad de sentimiento, pero en un tono algo arcaizante.
La llegada de varias obras de Rafael a la Emilia hacia 1515 introdujo un nuevo factor en el arte de Ortolano. La composición de sus obras se simplifica y las figuras ganan en monumentalidad y adquieren una calidad escultórica. Su última obra firmada, la Natividad de la Galería Doria-Pamphilj muestra de manera patente la influencia rafaelesca.

## Obras destacadas
- Virgen con el Niño (Museo del Louvre, París)
- Sagrada Familia (Colección privada, Roma)
- Pietà (1505-06, Pinacoteca Nacional de Ferrara), luneto.
- Adoración de Cristo niño (1510, Philadelphia Museum of Art)
- Sacra Conversación (Schloss Sanssouci, Potsdam)
- Presentación en el Templo (Northlight Gallery, Tempe)
- San Sebastián con los santos Roque y Demetrio (National Gallery, Londres)
- Cristo y la adúltera (The Courtauld Institute of Art, Londres)
- Virgen con Niño en la gloria y ángeles (Pinacoteca Nacional de Bolonia)
- Pietà (Galería Borghese, Roma)
- Pietà (1521, Museo di Capodimonte, Nápoles)
- Santa Margarita (1524, Museo Nacional de Arte, Copenhague)
- Adoración de los Pastores (c. 1527, Metropolitan Museum, New York)
- Natividad (1527, Galería Doria-Pamphilj, Roma)